# Fundacja na rzecz Kultury Żywej „Białe Gawrony”
Fundacja na rzecz Kultury Żywej „Białe Gawrony” – działająca w Łodzi fundacja, stawiająca sobie za cel promowanie sposobów samorealizacji alternatywnych wobec konsumpcjonizmu oraz obowiązującego w mediach modelu kariery indywidualnej opartej na udziale w wyścigu szczurów.
W 2006 stworzyła Centrum Kultury Żywej, które zajmuje się m.in. wspieraniem społeczności lokalnej, wzbogacaniem oferty kulturalnej miasta (zajęcia dla dzieci, teatr, koncerty), nauką wzajemnej samopomocy i promowaniem ekonomii alternatywnej (banki czasu, wymiana niepotrzebnych przedmiotów).
Fundacja zajmuje się również działalnością edukacyjną, m.in. organizuje happeningi, spotkania dyskusyjne, warsztaty, pokazy filmowe itp.; wydaje także swój własny biuletyn.